# Orathai Srimanee
Orathai Srimanee (thailändisch อรทัย ศรีมณี, * 12. Juni 1988 in Si Sa Ket) ist eine thailändische Fußballspielerin.

## Karriere

### Vereine
Orathai spielte zuletzt 2015 für den thailändischen Erstligisten FC Khonkaen, bevor sie in der Spielzeit 2019 für den Ligakonkurrenten BG Bundit Asia in Erscheinung trat und mit ihm den Meistertitel gewann. Das Finale gegen die Frauenfußballmannschaft des Chonburi FC sowie das Spiel um Platz 3 zwischen den Frauenfußballmannschaften des Bangkok FC und des Air Force Club wurden – im Hinblick auf die anstehende WM 2019 und den möglichen Auswirkungen auf die Spielerinnen der Nationalmannschaft – nicht mehr angesetzt; alle vier Vereine einigten sich auf zwei dritte und zwei erste Platzierungen. Damit wurde der Meistertitel beiden Finalisten zugesprochen. Der sportliche Werdegang nach der Spielzeit 2019 ist unbekannt.

### Nationalmannschaft
Orathai nahm mit der A-Nationalmannschaft an der Asienmeisterschaft 2014 teil und wurde lediglich im zweiten Spiel der Gruppe B bei der 0:4-Niederlage gegen die Nationalmannschaft Südkoreas in der 81. Minute für Nisa Romyen eingewechselt. Sie gehörte dem Kader für die WM 2015 an. Im zweiten Spiel der Gruppe B, beim 3:2-Sieg über die Ivorische Nationalmannschaft am 11. Juni 2015 in Ottawa, erzielte sie mit dem Treffern zum 1:1-Ausgleich in der 26. und zur 2:1-Führung kurz vor dem Halbzeitpfiff die ersten beiden WM-Tore für Thailand und hatte somit maßgeblichen Anteil am ersten Sieg bei der Weltmeisterschaft. Vier Jahre später bestritt sie die ersten beiden Spiele der Gruppe F; nach drei Niederlagen war das Turnier für sie und ihre Mannschaft vorzeitig beendet.

## Erfolge
- Thailändischer Meister 2019 (gemeinsam mit dem Chonburi WFC)